# Jazzology
Jazzology ist ein seit 1949 bestehendes Jazz-Label von George H. Buck. Es gibt vor allem Traditional Jazz und Mainstream Jazz heraus, aber auch Blues und modernen Jazz.
Die ersten Aufnahmen entstanden 1949, Sessions unter Leitung von Tony Parenti, und dann kamen erst wieder 1954 weitere Aufnahmen heraus, unter dem Sub-Label GHB. Dabei wurde Jazz im Chicago-Stil von Jazzology, im New Orleans Stil von GHB herausgebracht. Das Hauptquartier zog im Rahmen der Expansion des Labels nach Columbia (South Carolina). Ab Mitte der 1960er Jahre kaufte man weitere Labels mit Traditional Jazz auf: Icon, MONO (Music of New Orleans), Circle Records, Southland, Jazz Crusade. Auf Circle wurde Big-Band-Musik der Swing-Ära herausgebracht (vorher auf dem Sub-Label World bei Jazzology). 1970 übernahmen sie das Paramount Label von John Steiner. 
1973 bis 1975 kam es zu einer Unterbrechung und einem Rückschlag, als RCA Records, die bis dahin die Pressung und Produktion der Alben übernommen hatte, sich von diesem Geschäft trennte und dabei auch alle Master Tapes zerstört hatte. Das Label zog in dieser Zeit nach Atlanta. Mitte der 1970er Jahre erwarben sie Audiophile Records und 1980 Jazz Record von Art Hodes und 1981 den Lang-Worth-Katalog. Lang-Worth war eine von Cy Langlois Ende der 1930er Jahre gegründete Plattenfirma, die bis in die 1940er Jahre bestand und unter anderem Jimmie Lunceford, Fats Waller und Count Basie auf großen Scheiben für Radiostationen herausbrachten. Jazzology erwarb die Rechte von Fred Norman, der sie seit Mitte der 1970er besaß. 1983 übernahm Jazzology das Label Bodeswell (von Bob Wilber), 1985 Monmouth-Evergreen und 1984 das Label Progressive von Gus Statira. 1990 erwarben sie American Music Records, ein von Bill Russell 1944 gegründetes Label für New Orleans Jazz.
Heute gibt es in der Gruppe die Sub-Labels Jazzology Records (mit traditionellem Chicago-Jazz), American Music Records (authentischer New Orleans Jazz), GHB Records (Jazz im New Orleans Stil), Black Swan Records (Reissues von Black Swan Records, 1921 von Afroamerikanern in Harlem gegründet und 1924 von Paramount Records übernommen, Jazz der 1920er und Blues), Solo Art Records (Pianisten), Audiophile Records (in der klassische amerikanische populäre Musik erscheint), Circle Records (Big-Bands), Southland Records (Blues) und Progressive Records (Modern Jazz).
Jazzology unterhielt auch den Collector´s Record Club, die ab 1978 den CRC Newsletter herausbrachten. Das Label gibt einen Jazzology Newsletter heraus.